# Xã Crystal, Quận Tama, Iowa
Xã Crystal (tiếng Anh: Crystal Township) là một xã thuộc quận Tama, tiểu bang Iowa, Hoa Kỳ. Năm 2010, dân số của xã này là 223 người.